# Jessica Biel

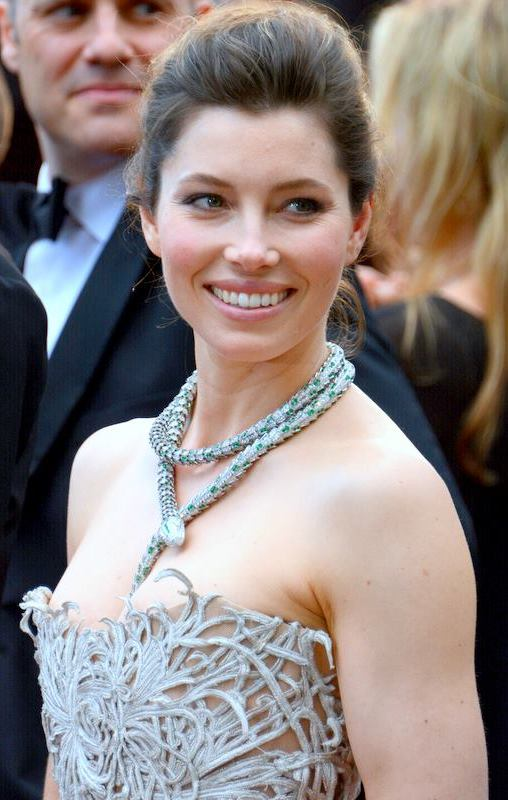
Jessica Biel (2013)

Jessica Claire Biel (* 3. März 1982 in Ely, Minnesota; bürgerlich Jessica Timberlake) ist eine US-amerikanische Schauspielerin. Sie wurde 1996 durch ihre Rolle als Mary Camden in der Fernsehserie Eine himmlische Familie bekannt und hat seitdem in vielen Filmen und Serien mitgespielt.

## Leben
Biel, die jüdisch-ungarische, französische und irische Vorfahren hat, wuchs in Boulder, Colorado, auf. Sie betrieb sechs Jahre lang Turntraining und war rechte Mittelfeldspielerin in einer Fußballmannschaft. Sie erhielt eine musikalische Ausbildung und trat in mehreren Musicals auf. 1994 begann sie, in Los Angeles als Model zu arbeiten. Bekannt wurde Biel 1996 im Alter von 14 Jahren als Schauspielerin durch eine Rolle in der Serie Eine himmlische Familie und an der Seite von Peter Fonda im Film Ulee’s Gold.
Im Jahr 2000 posierte Biel im Alter von 17 Jahren wenig bekleidet im Gear Magazine. Sie bekam wegen dieser Fotos, die in Deutschland in der Zeitschrift Maxim erschienen, Probleme mit den konservativen Produzenten von Eine himmlische Familie, weshalb ihre Rolle der Mary Camden für eine Weile aus der Serie herausgeschrieben wurde. Später kehrte sie zurück, da die Quoten der Serie unter Biels Abwesenheit litten. 2001 war sie im Musikvideo Fly Away From Here von Aerosmith zu sehen.
2003 begann Biel, sich in Filmen wie Michael Bay’s Texas Chainsaw Massacre, Blade: Trinity und Stealth – Unter dem Radar als Actionheldin neu zu positionieren. 2005 wurde sie von der Zeitschrift Esquire zur Sexiest Woman Alive gekürt. Ihren nächsten Erfolg hatte sie 2007 in Next an der Seite von Nicolas Cage. 2008 war sie an der Seite von Ben Barnes und Colin Firth in dem britischen Film Easy Virtue – Eine unmoralische Ehefrau zu sehen. 2010 spielte sie in der Liebeskomödie Valentinstag und in der Serienverfilmung Das A-Team – Der Film. Für ihre Rollen in Total Recall und Kiss the Coach (beide 2012) wurde sie für den Negativpreis Goldene Himbeere nominiert. 2012 verkörperte sie Vera Miles in dem Biopic Hitchcock. Weitere Film- und Fernsehrollen folgten. 2017 war sie in der ersten Staffel der Fernsehserie The Sinner in einer Hauptrolle zu sehen.
2025 wurde die Prime-Video-Thrillerserie Die perfekte Schwester veröffentlicht. Die Serie basiert auf dem gleichnamigen Roman von
Alafair Burke. Biel spielt dort an der Seite von Elizabeth Banks und Corey Stoll.

## Privates
Biel ist seit 2007 mit dem Musiker und Schauspieler Justin Timberlake liiert. Das Paar heiratete im Oktober 2012. Sie hat den Familiennamen ihres Mannes angenommen, arbeitet aber weiterhin unter dem Namen Biel. Seit April 2015 sind Biel und Timberlake Eltern eines Sohnes. 2020 bekam das Paar einen weiteren Sohn.

## Filmografie
- 1994: It’s a Digital World (Kurzfilm, Stimme für Regrettal)
- 1996–2006: Eine himmlische Familie (7th Heaven, Fernsehserie, 139 Folgen)
- 1997: Ulee’s Gold
- 1998: Eine wüste Bescherung (I’ll Be Home for Christmas)
- 2001: Summer Catch
- 2002: Die Regeln des Spiels (The Rules of Attraction)
- 2003: Michael Bay’s Texas Chainsaw Massacre (The Texas Chainsaw Massacre)
- 2004: Final Call – Wenn er auflegt, muss sie sterben (Cellular)
- 2004: Blade: Trinity
- 2005: Family Guy (Fernsehserie, Folge 4x07 Brian the Bachelor, Stimme für Brooke)
- 2005: London – Liebe des Lebens? (London)
- 2005: Stealth – Unter dem Radar (Stealth)
- 2005: Elizabethtown
- 2006: The Illusionist – Nichts ist wie es scheint (The Illusionist)
- 2006: Home of the Brave
- 2007: Chuck und Larry – Wie Feuer und Flamme (I Now Pronounce You Chuck & Larry)
- 2007: Next
- 2008: Hole in the Paper Sky (Kurzfilm)
- 2008: Easy Virtue – Eine unmoralische Ehefrau (Easy Virtue)
- 2009: Powder Blue
- 2009: Saturday Night Live (Fernsehserie, Folge 34x17)
- 2009: Planet 51 (Stimme für Neera)
- 2010: Valentinstag (Valentine’s Day)
- 2010: Das A-Team – Der Film (The A-Team)
- 2011: Happy New Year (New Year’s Eve)
- 2012: The Tall Man – Angst hat viele Gesichter (The Tall Man)
- 2012: Always Open (Fernsehserie, Folge 2x01 Jessica Biel)
- 2012: Total Recall
- 2012: Kiss the Coach (Playing for Keeps)
- 2012: Hitchcock
- 2013: Linda’s Child – Unterschätze nie, wozu eine Mutter fähig ist (The Truth About Emanuel)
- 2014: New Girl (Fernsehserie, Folge 4x01)
- 2015: Liebe ohne Krankenschein (Accidental Love)
- 2015: Bleeding Heart
- 2016: Spark (Stimme von Vix)
- 2016: Rendezvous mit dem Leben (The Book of Love)
- 2016: A Kind of Murder
- 2016–2018: BoJack Horseman (Fernsehserie, 5 Folgen, Stimme)
- 2017: Shock and Awe
- 2017: The Sinner (Fernsehserie, 8 Folgen)
- 2018–2020: Pete the Cat (Fernsehserie, 10 Folgen, Stimme von Bonnie Burrow)
- 2019: Limetown (Webserie, 10 Folgen)
- 2022: Candy: Tod in Texas (Candy, Miniserie, 5 Folgen)
- 2025: Die perfekte Schwester (The Better Sister, Miniserie, 8 Folgen)

## Auszeichnungen und Nominierungen
Emmy
- 2018: Nominierung als beste Hauptdarstellerin in einer Miniserie oder einem Fernsehfilm für The Sinner

Golden Globe Award
- 2018: Nominierung als beste Hauptdarstellerin – Mini-Serie oder TV-Film für The Sinner

Critics’ Choice Television Award
- 2018: Nominierung als beste Hauptdarstellerin in einem Fernsehfilm oder einer Miniserie für The Sinner

Young Artist Award
- 1998: Beste Nebendarstellerin in einem Spielfilm für Ulee’s Gold

Teen Choice Award
- 2010: Nominierung als Choice Movie: Hissy Fit für Valentinstag

Goldene Himbeere
- 2008: Nominierung als schlechteste Nebendarstellerin für Chuck und Larry – Wie Feuer und Flamme
- 2013: Nominierung als schlechteste Nebendarstellerin für Kiss the Coach und Total Recall